# Parlamentswahl in Kirgisistan 2000

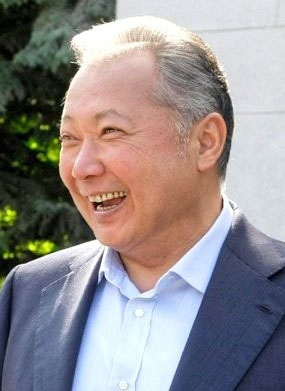
Kurmanbek Bakijew, Premierminister nach der Parlamentswahl 2000 und später Präsident Kirgisistans (2009)

Die Parlamentswahl in Kirgisistan 2000 wurde am 20. Februar 2000 mit einer Stichwahl am 12. März 2000 in Kirgisistan abgehalten. Gewählt wurden die insgesamt 105 Abgeordneten in beiden Kammern des Parlaments. Ein Großteil der Mandate ging an unabhängige Kandidaten.

## Wahlsystem
Die Parlamentswahl im Jahr 2000 war die letzte Parlamentswahl vor dem Verfassungsreferendum im Jahr 2003, durch das der Wechsel von einem Zweikammersystem zu einem Einkammersystem vollzogen wurde. Im Vergleich zur Parlamentswahl 1995 wurde das Wahlsystem allerdings deutlich angepasst. Im Jahr 2000 wurde über insgesamt 105 Mandate in den zwei Kammern des kirgisischen Parlaments abgestimmt. Die 60 Sitze in der gesetzgebenden Versammlungen wurden durch eine Kombination aus Verhältniswahl und Mehrheitswahl vergeben. In landesweit 45 Wahlbezirken wurde per Mehrheitswahl je ein Abgeordneter in die gesetzgebende Versammlung gewählt, dabei musste dieser die absolute Mehrheit der Stimmen in seinem Wahlbezirk erringen. Gelang dies im ersten Wahlgang keinem der Kandidaten, wurde am 12. März 2000 eine Stichwahl in dem betroffenen Wahlbezirk abgehalten. Die übrigen 15 Mandate wurden durch Verhältniswahl über die Wahllisten der registrierten Parteien vergeben. Hierbei galt eine Sperrklausel von 5 % der Stimmen.
In der zweiten Kammer des Parlaments, der Versammlung der Volksvertreter, waren 45 Mandate zu vergeben. Diese wurden allesamt per Mehrheitswahl in den 45 Wahlbezirken des Landes vergeben, ebenfalls unter Voraussetzung einer absoluten Mehrheit für einen Kandidaten. Insgesamt wurden dementsprechend 105 Mandate vergeben, 90 davon durch Mehrheitswahl in den 45 Wahlbezirken und die restlichen 15 durch Verhältniswahl.

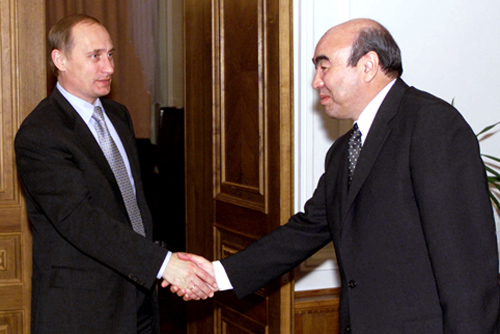
Askar Akajew bei einem Treffen mit Wladimir Wladimirowitsch Putin (2000)

## Hintergrund
Nachdem Kirgisistan nach dem Zerfall der Sowjetunion von vielen als „Insel der Demokratie“ im allgemein von autoritären Regimen geprägten Zentralasien gelobt wurde, kam es unter dem Präsidenten Askar Akajew zu einer schrittweise Abkehr von der demokratischen Ausrichtung des Systems hin zu einem stark präsidentiellen System, in dem die Arbeit der freien Opposition stark eingeschränkt oder sogar verboten wurde. Nach seiner Wiederwahl bei der Präsidentschaftswahl in Kirgisistan 1995 gelang es Akajew, mehr Macht auf seine Person und das Amt des Präsidenten zu vereinen. Durch Verfassungsreferenden 1996 und 1998 wurde das Wahlrecht und die Zusammensetzung des Parlaments verändert, es kam zu einer Stärkung des Präsidenten gegenüber dem Parlament.

## Kandidaten und Parteien
Die Registrierung der einzelnen Kandidaten und der Parteien sorgte im Vorfeld der Wahl für Komplikationen und Diskussionen, da der Vorgang der Registrierung eine Reihe von Dokumenten und Formalitäten erforderte. So mussten Kandidaten detaillierte Angaben zu ihren Finanzen machen und diese durch eine Vielzahl von Dokumenten belegen. Viele Kandidaten kritisierten, dass der Prozess der Registrierung nicht standardisiert sei und eine Ungleichbehandlung der Kandidaten möglich mache. Schließlich wurden 420 Kandidaten für die Wahl zugelassen und registriert.
Für Kontroversen sorgte außerdem das Zulassungsverfahren für Parteien und Wahlblöcke und dabei insbesondere Artikel 92 der Wahlrechtsverordnung, der unter anderem besagte, dass Parteien sich ein Jahr vor der offiziellen Ansetzung der Wahl registrieren lassen mussten. Dies ergab den 20. Januar 1999 als Stichdatum für die Registrierung der Parteien. Dieser Fristsetzung fiel die Registrierung von fünf Parteien zum Opfer, darunter der regierungstreuen Partei Adilet und der beiden wichtigen Oppositionsparteien Volkspartei und Ar-Namys. Gegen den Ausschluss dieser Parteien von der Wahl wurde ohne Erfolg geklagt, die strikte Auslegung der Registrierungsvorschriften wurde bestätigt und damit großer Einfluss auf die Wahl und insbesondere auf die Stärke der Opposition genommen. Die Partei Demokratische Bewegung Kirgisistans wurde trotz einer fristgemäßen Registrierung ebenfalls von der Wahl ausgeschlossen, da sie Politiker der ausgeschlossenen Partei Ar-Namys auf ihrer Wahlliste führte. Dieses Vorgehen wurde von der Wahlkommission verurteilt und führte zum Ausschluss der Partei. Da dieser Vorgang nicht unmittelbar vom kirgisischen Wahlrecht gedeckt war, sprachen Beobachter von einer politischen Entscheidung.
Nach dieser Ausdünnung der Parteienlandschaft vor der Parlamentswahl blieben elf Parteien übrig, die bei der Wahl antraten und eine Wahlliste aufstellten.

## Wahlkampf
Im Vorfeld der Parlamentswahl kam es zu einem lebhaften Wahlkampf zwischen den verschiedenen Parteien und Kandidaten. Dazu gehörten Debatten im Fernsehen, Wahlwerbespots, Zeitungsanzeigen und Wahlplakate. Zahlreiche lokale Veranstaltungen und Debatten stießen auf großes Zuschauerinteresse. Die wichtigsten Themenbereiche in der politischen Debatte vor den Wahlen waren die Entwicklung der Wirtschaft, die Bekämpfung von Arbeitslosigkeit und Korruption und der Zugang zu medizinischer Versorgung. Neben den Parteien, deren Positionen oft nicht klar voneinander abgegrenzt werden konnten, prägten auch unabhängige Kandidaten den Wahlkampf.
Die kirgisischen Medien spielten eine wichtige Rolle im Wahlkampf. Allgemein wurde hier eine Gleichbehandlung der Parteien angestrebt, die aber nur teilweise umgesetzt werden konnte. Staatliche Medien vertraten eine tendenziell regierungstreue Linie, so veröffentlichte die vom Staat kontrollierte Zeitung Slovo Kyrgyzstana ausschließlich Anzeigen von regierungstreuen Parteien. Andere Zeitungen standen im Wahlkampf der Opposition nahe und unterstützten diese mit Anzeigen und Texten. Im Staatsfernsehen wurde sämtlichen Parteien Sendezeit eingeräumt, die Berichterstattung fiel allerdings positiv wertend gegenüber der Regierung aus. Kleinere, nicht-staatliche Medien gaben in vielen Fällen eine differenziertere Berichterstattung ab, sahen sich aber häufig dem Druck von Regierungsbehörden ausgesetzt und wurden teilweise zur Selbstzensur gedrängt. Insgesamt waren die Medien elementarer Bestandteil des Wahlkampfs und wurden von regierungstreuen und oppositionellen Parteien genutzt, eine ausgewogene und differenzierte Berichterstattung war aber nur begrenzt möglich.

## Ablauf der Wahl
Die Parlamentswahl verlief im ersten und zweiten Wahlgang friedlich und geordnet. Im ersten Wahlgang wurden 600 Wahllokale in 42 der 45 Wahlbezirken von Beobachtern der Organisation für Sicherheit und Zusammenarbeit in Europa besucht und der Ablauf der Wahl beobachtet. In circa 99 % der Wahllokale waren kirgisische Wahlbeobachter von Nichtregierungsorganisationen und Parteien anwesend. Ein üblicher Vorgang bei der Wahl war die Präsenz lokaler Würdenträger in Wahllokalen. Diese trugen teilweise zur Erleichterung der Organisation der Wahl bei, standen aber in vielen Fällen einzelnen Kandidaten nahe und wurden daher der Einflussnahme verdächtigt. Auf Grund unpräziser Wählerlisten konnte bei der Wahl die doppelte Stimmabgabe teilweise nicht wirksam verhindert werden.

## Ergebnis
Die Parlamentswahl im Jahr 2000 belegte erneut die bis dato geringe Attraktivität politischer Parteien in Kirgisistan. Wie bereits bei vorangegangenen Wahlen bildeten unabhängige Abgeordnete die größte Gruppe im neu gebildeten kirgisischen Parlament:
| Partei                                     | Sitze nach Verhältniswahl | Sitze nach Mehrheitswahl | Sitze gesamt |
| ------------------------------------------ | ------------------------- | ------------------------ | ------------ |
| Union Demokratischer Kräfte                | 4                         | 8                        | 12           |
| Partei der Kommunisten Kirgisistans        | 5                         | 1                        | 6            |
| Maya-Strana                                | 1                         | 3                        | 4            |
| Demokratische Partei der Frauen            | 2                         | 0                        | 2            |
| Partei der Veteranen des Afghanistankriegs | 2                         | 0                        | 2            |
| Volkspartei                                | 0                         | 2                        | 2            |
| Ata Meken                                  | 1                         | 1                        | 2            |
| Partei der Agrararbeit                     | 0                         | 1                        | 1            |
| Erkin                                      | 0                         | 1                        | 1            |
| Unabhängige                                | 0                         | 73                       | 73           |
| gesamt                                     | 15                        | 90                       | 105          |

Mit der Union Demokratischer Kräfte wurde eine dem Präsidenten Akajew nahestehende Partei die stärkste Kraft im kirgisischen Parlament. Die kirgisische Parteienlandschaft blieb nach der Wahl aber zersplittert und dynamisch, Abspaltungen und Neugründungen veränderten diese regelmäßig. Der Sieg unabhängiger Kandidaten in einer Mehrheit der Wahlbezirke belegt die geringe Bedeutung von Parteien in der kirgisischen Politik zum Zeitpunkt der Wahl.

## Bewertung
Die Wahl wurde von zahlreichen ausländischen und kirgisischen Wahlbeobachtern verfolgt und bewertet. Das 115-köpfige Beobachterteam der Organisation für Sicherheit und Zusammenarbeit in Europa kam in den meisten Fällen zu einer positiven Einschätzung, in 90 % der besuchten Wahllokale wurde die Durchführung der Wahl positiv bewertet. Für negative Schlagzeilen hingegen sorgten Berichte über die Beeinflussung des Wahlverhaltens von Studenten durch Universitäten, darunter die Landwirtschaftliche Universität Bischkek. In diesem Fall kandidierte der Direktor der Universität für ein Mandat im kirgisischen Parlament und die Studenten der Universität wurden unter Druck gesetzt, für diesen zu stimmen. Die meisten Unregelmäßigkeiten wurden im Oblus Dschalal-Abad im Westen Kirgisistans registriert. Hier griffen lokale Amtspersonen eindeutig zu Gunsten einzelner Kandidaten in den Wahlkampf ein, zudem wurden die Endergebnisse in einzelnen Wahlbezirken von Beobachtern angezweifelt. Neben einer allgemein ausbaufähigen Organisation der Wahl kritisierten die Beobachter der OSZE auch den Umgang mit Oppositionsparteien und -politikern. Diese wurden insbesondere durch die schwierigen Registrierungsprozesse und Unregelmäßigkeiten bei der Auszählung der Stimmen an einer fairen und gleichberechtigten Teilnahme an der Wahl gehindert.

## Folgen
Im Nachgang der Wahl beschäftigte insbesondere der Wahl des ehemaligen Oberbürgermeisters von Bischkek und späteren Premierminister Kirgisistans, Felix Kulow, das Land. Dieser hatte als Kandidat der Opposition in seinem Wahlbezirk, der von Unregelmäßigkeiten bei der Auszählung der Stimmen zu Ungunsten Kulows geprägt war, nach offiziellen Angaben im zweiten Wahlgang verloren. Kurz nach der Wahl wurde Kulow verhaftet und 2001 zu sieben Jahren Haft verurteilt. Im Distrikt Kara-Buraa im Nordwesten Kirgisistans und in Bischkek kam es nach der Verhaftung von Kulow zu Protesten, die von der Polizei teilweise gewaltsam aufgelöst wurden.
Premierminister wurde der parteilose Politiker Kurmanbek Bakijew, der am 21. Dezember 2000 das Amt übernahm. Bereits im Mai 2002 gab er seinen Rücktritt von dem Amt bekannt, nachdem sechs Demonstranten von Polizeikräften erschossen wurden. Im Zuge der Tulpenrevolution im Jahr 2005 und der Absetzung des Präsidenten Akajews konnte Bakijew sich als Anführer der Oppositionsbewegung zum neuen Präsidenten Kirgisistans aufschwingen.